# جمهورية مقدونيا في الألعاب الأولمبية الصيفية 2016

علم جمهورية مقدونيا.

نافست جمهورية مقدونيا في دورة الألعاب الأولمبية الصيفية 2016 في ريو دي جانيرو، البرازيل، من 05-21 أغسطس 2016.